# Чеботарёвы (Оренбургские)
Чеботарёвы — казачий и дворянский род станицы Воздвиженской Первого (Оренбургского) военного отдела Оренбургского казачьего войска.

## Известные представители
- Чеботарев, Андрей Васильевич (05.08.1863-01.09.1916) —  из пос. Черкасского ст. Воздвиженской 1-го ВО ОКВ. Войсковой старшина (с 23.04.1913 в отст.)[1]. Имел паевые земельные наделы в ст. Красногорской. Участник РЯВ. В Первую мировую войну командир 6 особой Оренбургской Казачьей Сотни (27.08.1914-09.03.1915). Награды: Св. Станислав 3-й ст. (06.05.1903), Св. Анны 4-й ст. с надп. «За храбрость» (1905), Св. Анны 3-й ст. м. и б. (1906), чин ес. (1906), Св. Станислав 2-й ст. м. (1907), Св. Владимир 4-й ст. с надп. «25 лет» (1908), Св. Анны 2-й ст. (1916).
  - Чеботарев, Николай Андреевич (15.04.1887-?) — из казаков ст. Красногорской 1-го ВО ОКВ. Окончил 5 классов Оренбургской гражданской гимназии. Прапорщик (за ВО, со ст. с 05.10.1914 со ст. с 05.08.1914). Подъесаул (за ВО — УВП № 476.26.07.1918 со ст. с 20.06.1918). На службе казаком во 2 ОКП (с 13.11.1906). На льготе (с 13.11.1908). В 14 ОКП (0 8.08.1914-1917). Прибыл с полком в войско (27.11.1917). В борьбе с большевиками (24.12.1917-17.01.1918; 20.04-01.12.1918 и с 21.01.1919). Командир Оренбургской дружины (24.12.1917-17.01.1918). Командир партизанского отряда (20.04-17.07.1918). В Левобережном отряде командовал 6 Кардаиловской сотней и 2 партиз. отрядом (2 3 .0 4-30.05.1918 ст. ст.). Командир 1 Буранной сотни 1 Линейного полка Южного отряда (30.05-01.07.1918 ст. ст.). Вр. командующий 3 сотни 3 ОК Левобережного конного полка (17.07-28.09.1918). Пом. ком. 13 ОКП (28.09-01.12.1918). Ком. 2 сотни казаков ст. возраста, приком. к Оренб. воен. кон. милиции (01.12.1918-24.02.1919). Взводный офицер 1 Оренбургской кон.-полевой ординарческой сотни (24.02-06.06.1919). В 20 ОКП, вр. командующий 4 сотней (с 07.05.1919), утв. 24.05.1919. Отличился в бою 10.05.1918 при взятии хут. Лысова и Биктеева. Награды: Георгиевский крест 4-й ст., Георгиевская медаль 4-й ст., Св. Станислав 3-й ст. м. и б., Св. Анны 3-й ст. м. и б., Св. Анны 4-й ст. с надп. «За храбрость», Св. Станислав 2-й ст. м. [2].